# Тестування інтерфейсу користувача
Тестування інтерфейсу користувача — це процес тестування продукту інтерфейсу користувача, для забезпечення його відповідності до даної специфікації.

## Завдання
Завданням тестування графічного інтерфейсу користувача є виявлення помилок наступного характеру:
- Помилки у функціональності за допомогою інтерфейсу;
- Необроблені виключення при взаємодії з інтерфейсом;
- Втрата або перекручення даних, переданих через елементи інтерфейсу;
- Помилки в інтерфейсі (невідповідність проектної документації, відсутність елементів інтерфейсу).

## Особливості тестування
- Тест-плани для перевірки інтерфейсу користувача, як правило, являють собою сценарії, що описують дії користувача при роботі з системою;
- Сценарії можуть бути записані або природною мовою, або на формальній мові якої-небудь системи автоматизації інтерфейсу;
- Виконання тестів при цьому виробляється або оператором в ручному режимі, або системою, яка емулює поведінку оператора.
- При зборі інформації про виконання тестових прикладів зазвичай застосовуються технології аналізу, які виводять на екран форми та їх елементи (у разі графічного інтерфейсу) або виводиться на екран текст (у разі текстового), а не перевірка значень тих чи інших змінних, що встановлюються програмною системою;
- Під повнотою покриття користувача інтерфейсу розуміється те, що в результаті виконання всіх тестових прикладів кожен інтерфейсний елемент був використаний хоча б один раз у всіх доступних режимах;
- Звіти про проблеми в інтерфейсі можуть включати в себе як опис невідповідностей, вимог і реальної поведінки системи, так і опис проблем в вимогах до інтерфейсу користувача. Основне джерело проблем в цих вимогах — тести, в яких розпливчатість формулювань і неконкретність.

## Функціональність
- Аналіз вимог до інтерфейсу користувача;
- Розробка тест-вимог і тест-планів для перевірки інтерфейсу користувача;
- Виконання тестових прикладів і збір інформації про виконання тестів;
- Визначення повноти покриття для користувача інтерфейсу вимогами;
- Складання звітів про проблеми в разі незбігання поведінки системи та вимог або в разі відсутності вимог на окремі інтерфейсні елементи.